# Школа українознавства «Нова хвилька»
Школа українознавства «Нова хвилька» (деколи згадується як «Нова українська хвилька») — українська суботня школа, розташована у Брукліні (Нью-Йорк, США). Заснована у 2016 році громадською організацією «Нова українська хвиля». Входить до системи шкіл українознавства Шкільної Ради при УККА, яка є центральним органом шкіл українознавства в США. Наразі у школі «Нова хвилька» навчається близько 100 дітей.

## Історія
Школа «Нова хвилька» була заснована у 2016 році всеамериканською громадською організацією «Нова українська хвиля» — національно-патріотичною і освітньо-культурною ГО, створеною представниками четвертої хвилі еміграції українців до США.
У червні 2018 року учні школи «Нова хвилька» взяли участь у зустрічі з Послом України в США Валерієм Чалим у Посольстві України в США.
У жовтні 2018 року заступниця директора школи і представниця Шкільної Ради при УККА Лариса Заник взяла участь в зустрічі в українському посольстві у Вашингтоні, в ході якої Дружина Посла України в США Людмила Мазука домовилася про співпрацю Посольства із школою «Нова хвилька» та із українським освітнім сектором США загалом.

## Діяльність
«Нова хвилька» є класичною суботньою школою українознавства у США, навчальна програма якої передбачає акцент на вивченні української мови. Окрім мови, у старших класах вивчається українська література, історія, географія та культура України. Також при школі діє місійна парафія Різдва Пресвятої Богородиці УГКЦ.
Наразі школа проводить свої заняття у приміщенні католицької церкви св. Брендона (13 Е вулиця поміж Авеню О і П, Бруклін, Нью-Йорк).

## Структура
Вищим органом управління «Нової хвильки» є Педагогічна колегія школи, яка складається з батьків учнів школи і представників педагогічного колективу. Органом оперативним управління школи є Педагогічна рада, яка складається з усіх вчителів і яку очолює директор школи.
До поточної адміністрації школи входять:
- Директорка школи — Мирослава Роздольська.
- Заступниця директора школи — Лариса Заник.

«Нова хвилька» входить до системи шкіл українознавства Шкільної Ради при УККА.